# Austrocercoides kondu
Austrocercoides kondu – gatunek widelnicy z rodziny Notonemouridae.
Gatunek ten opisany został w 1993 roku przez Günthera Theischingera. Miejsce typowe znajduje się 4 km od góry Mount Oakleigh. Epitet gatunkowy kondu oznacza w języku Aborygenów maczugę i nawiązuje do kształtu epiproktu.
Długości ciała samców wynosi od 5 do 6 mm, a ich przednich skrzydeł od 6,1 i 6,7 mm. Głowa z wierzchu czarnobrązowa, od spodu nieco jaśniejsza, wyposażona w czułki i głaszczki barwy od ciemnonoszarawo- do czarnobrązowej. Tułów od szarawo- do czarnobrązowego, odwłok zaś od jasnego po ciemny szarawobrązowy. Skrzydła przezroczyste, jasnobrązowo przydymione i brązowo użyłkowane; najciemniejszą ich częścią jest pterostigma. Odnóża o czarnobrązowych biodrach i krętarzach oraz szarobrązowych stopach i pazurkach. Uda są u nasady szarawobrązowe, dalej czarniawe i u szczytu żółte. Golenie u nasady czarno- a w dalszej połowie szarawobrązowe. Samcze narządy rozrodcze charakteryzuje silnie wydłużony tylno-środkowo dziewiąty tergit oraz maczugowaty młoteczek epiproktu.
Owad znany tylko z australijskiej Tasmanii.